# Ultrapasteurização

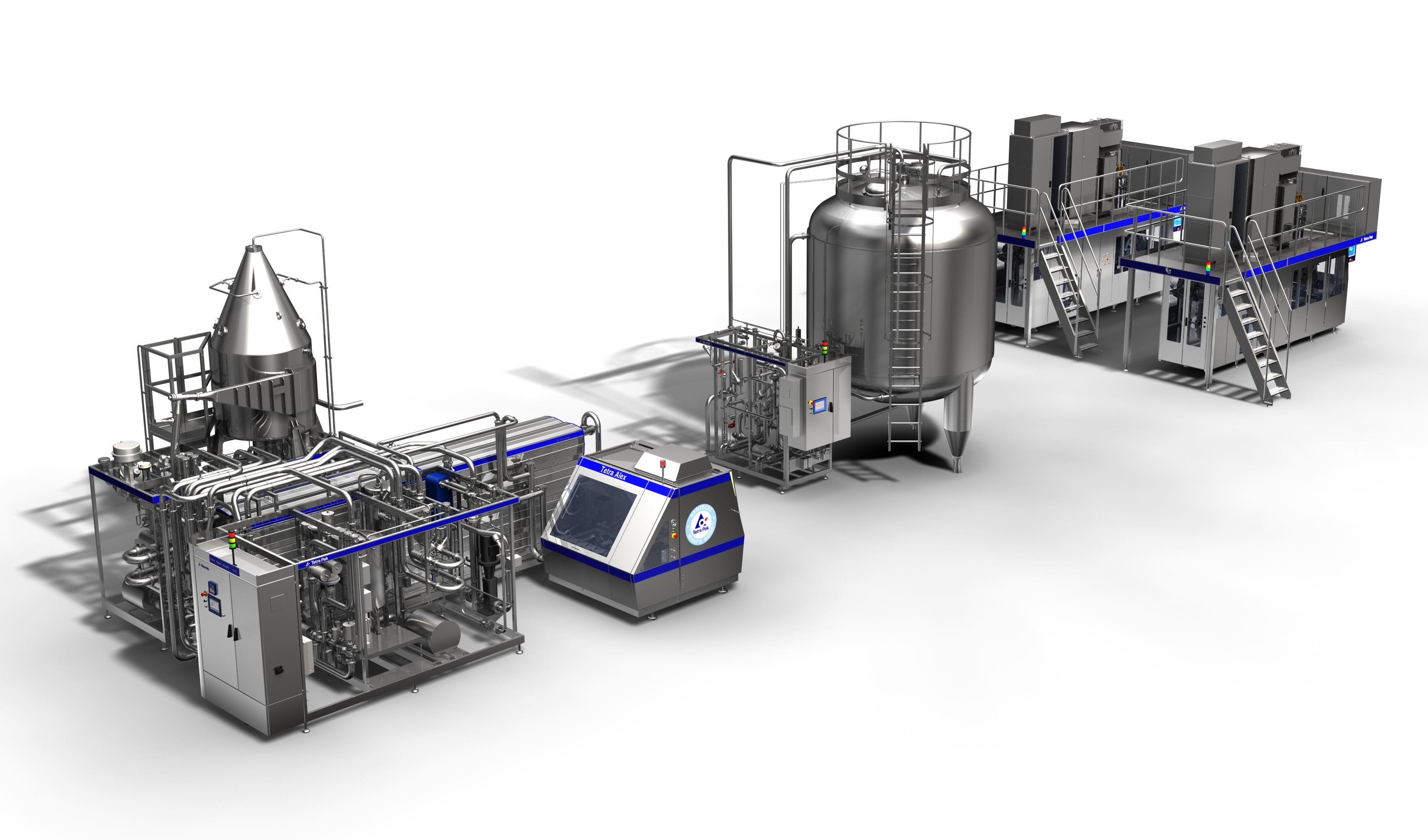
Uma linha de ultrapasteurização da Tetra Pak

Processamento de temperatura ultra alta (em inglês:  Ultra-high temperature processing ou ultra-heat treatment (UHT)), tratamento de ultracalor ou ultrapasteurização é uma tecnologia de processamento de alimentos que esteriliza alimentos líquidos aquecendo-os acima de 140 °C (284 °F) – a temperatura necessária para matar endósporos bacterianos – por dois a cinco segundos. UHT é mais comumente usado na produção de leite, mas o processo também é usado para sucos de frutas, creme, leite de soja, iogurte, vinho, sopas, mel e ensopados. O leite UHT foi desenvolvido pela primeira vez na década de 1960 e tornou-se amplamente disponível para consumo na década de 1970. O calor utilizado durante o processo UHT pode causar uma reação de Maillard e alteram o sabor e o cheiro dos produtos lácteos. Um processo alternativo é a pasteurização instantânea, na qual o leite é aquecido a 72 °C (162 °F) por pelo menos quinze segundos.
O leite UHT embalado em um recipiente estéril tem uma vida útil típica não refrigerada de seis a nove meses. Em contraste, o leite pasteurizado instantâneo tem um prazo de validade de cerca de duas semanas a partir do processamento ou cerca de uma semana a partir da colocação à venda.

## Efeitos nutritivos

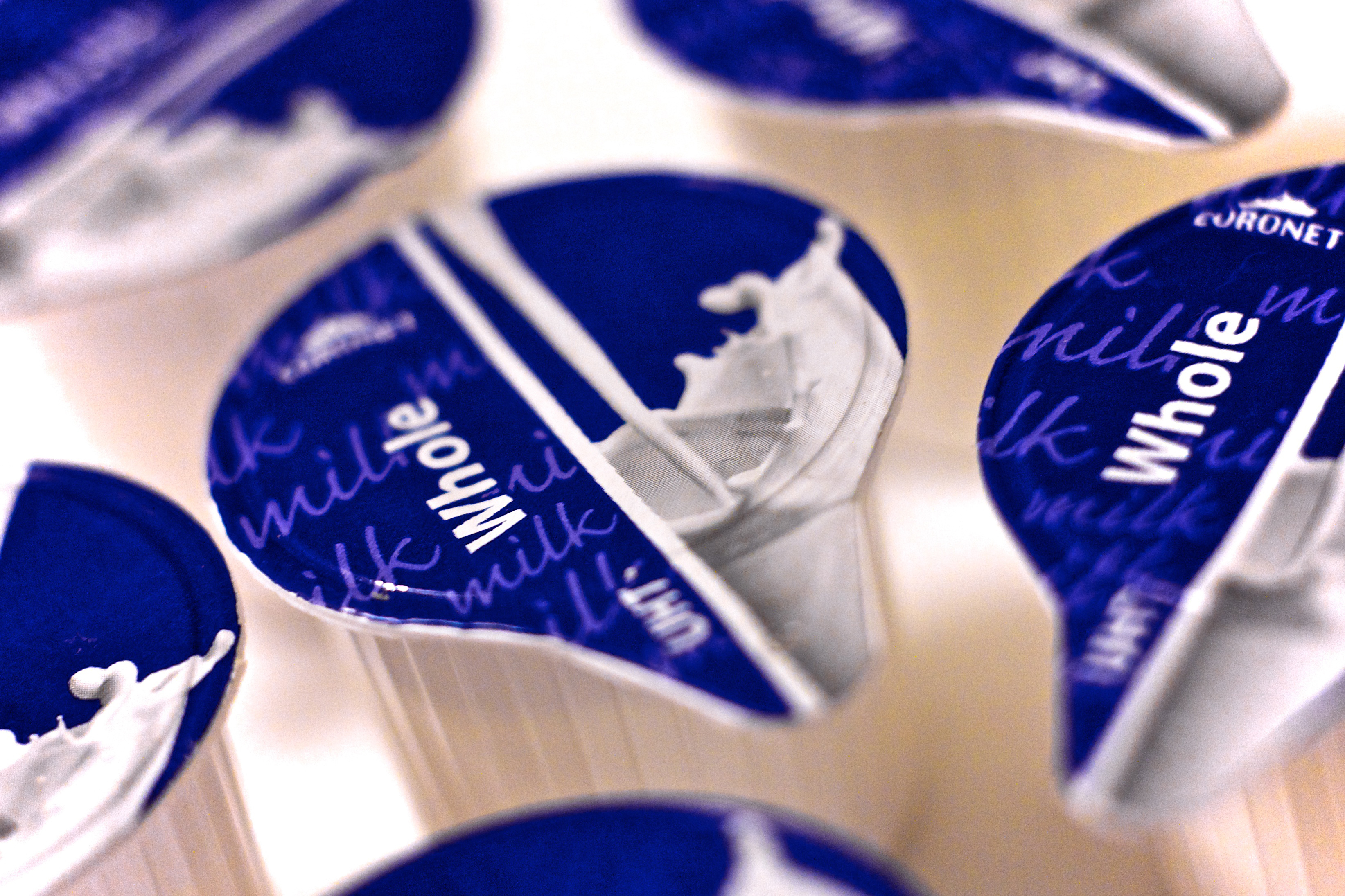
Cápsulas de leite UHT

O leite UHT contém a mesma quantidade de calorias e cálcio que o leite pasteurizado. Alguma perda de vitamina B12, vitamina C e tiamina pode ocorrer no leite UHT. O leite UHT contém 1 µg de folato por 100 g, enquanto o leite pasteurizado contém 9 µg.
A estrutura da proteína do leite UHT é diferente da do leite pasteurizado, o que impede que ela se separe na fabricação do queijo.
Dois estudos publicados no final do século XX mostraram que o tratamento UHT faz com que as proteínas contidas no leite se desdobrem e achatem, e os grupos sulfidrila (SH) anteriormente "enterrados", que normalmente são mascarados na proteína natural, causam alimentos extremamente cozidos ou sabores queimados a serem sentidos pelo paladar humano. Um estudo reduziu o teor de tiol imobilizando a sulfidril oxidase em leite desnatado aquecido por UHT e relatou, após a oxidação enzimática, um sabor melhorado. Dois autores norte-americanos antes do aquecimento adicionaram o composto flavonoide epicatequina ao leite e relataram uma redução parcial dos aromas gerados termicamente.